# Istres
Istres (in provenzale Istre) è un comune francese di 44 577 abitanti situato nel dipartimento delle Bocche del Rodano della regione della Provenza-Alpi-Costa Azzurra. La città è dal 1981 sede di una sottoprefettura.

## Caratteristiche
La città, il cui nucleo antico si trova in amena posizione su una collinetta, ha un tipico aspetto provenzale; è situata al centro di una zona paesaggisticamente molto varia e confina a nord col piccolo Étang de l'Olivier (tradotto con buona approssimazione in italiano "laghetto dell'ulivo"), ad ovest con l'arida e ciottolosa pianura della Crau, a sud con la zona delle saline e ad est con il vasto Étang de Berre (letteralmente "Stagno di Berre" ma dall'estensione più consona ad un lago).
Quest'ultima vista è particolarmente suggestiva, in quanto l'Étang de Berre è situato molto più in basso, al livello del mare, ed è raggiungibile tramite una strada panoramica che si snoda fra pini marittimi e macchia mediterranea. Sulle rive di questo lago si trova un grazioso porticciolo chiamato Les Heures Claires.

## Storia
Istres conserva tracce di insediamenti risalenti all'età della pietra (quartiere di Sulauzes, a nord della città). Fino in epoca gallo-ligure era invece attivo l'oppidum du Castellan, insediamento fondato sulla cima dell'omonima collina che si protende sull'étang de l'Olivier.
In epoca medioevale avvenne infine l'urbanizzazione intorno al castello (castrum de Istrio, nominato per la prima volta nel X secolo) in cima alla collina che costituisce il centro storico della città attuale.

### Simboli
Lo stemma è stato adottato in esecuzione dell'editto reale del 1696 che imponeva ai comuni l'adozione di un proprio emblema. È presente nell'Armorial de France di Charles D'Hozier.

## Monumenti e luoghi d'interesse

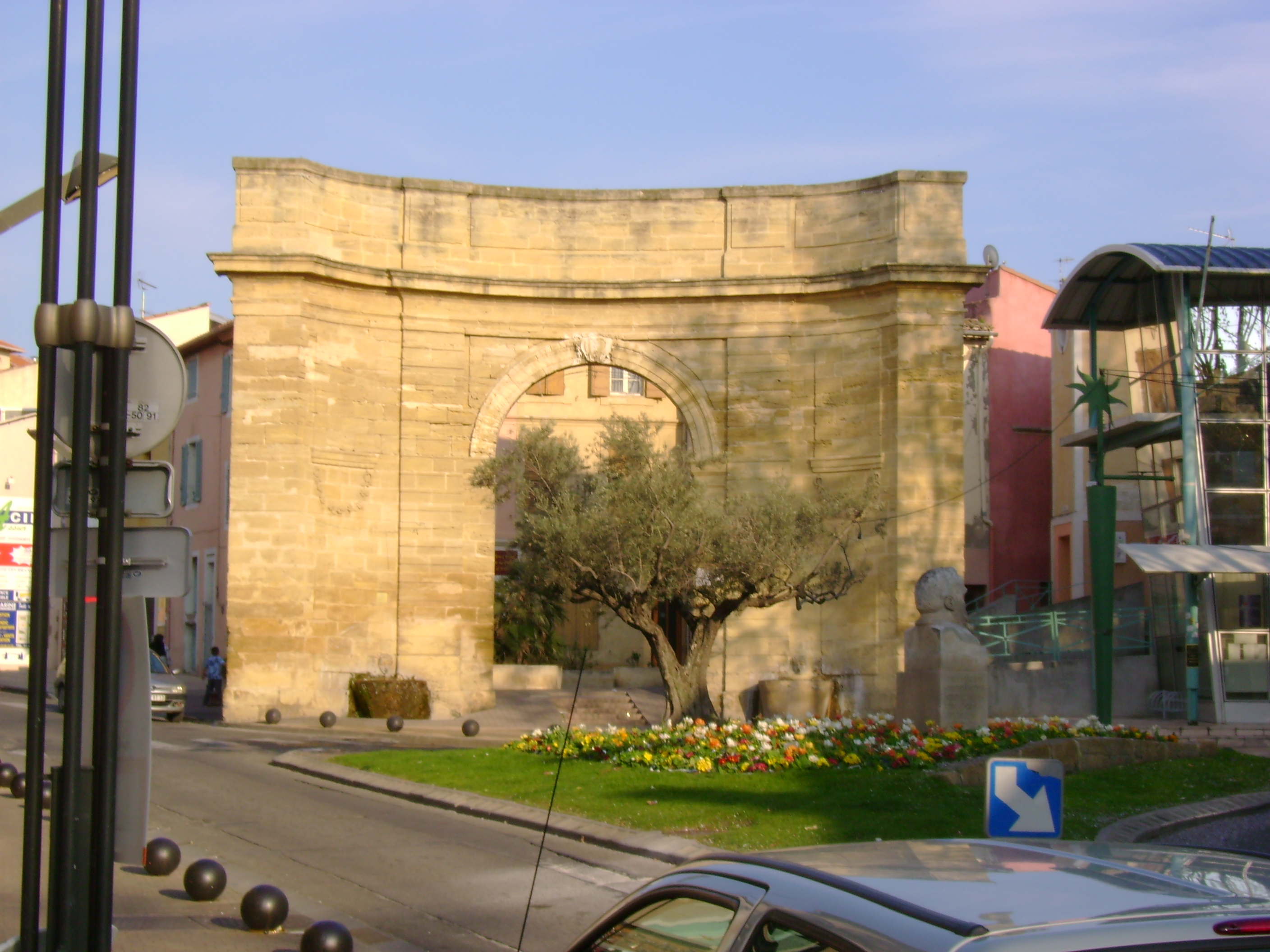
Istres: la Porte d'Arles

- il Museo civico e archeologico "René Beaucaire" ospita una delle più ricche collezioni di anfore di Francia nonché una serie di reperti correlati, tutti relativi al commercio locale in epoca romana. Il museo funge anche da museo civico e come tale spazia dalla zoologia alla preistoria, dalle arti applicate alla storia della regione. Al suo interno è allestito un "giardino degli aromi".
- la chiesa fortificata di Notre Dame de Beauvoir, in panoramica posizione sul punto più alto della città vecchia.
- la Porte d'Arles (del XVIII secolo) è quanto rimane delle antiche mura cittadine, il cui percorso è oggi ancora distinguibile nella topografia urbana.
- l'oppidum du Castellan, lungo le cui pendici si snoda oggi un'incantevole passeggiata lungo le rive dell'étang de l'Olivier.
- la chapelle Saint-Sulpice.

## Società

### Evoluzione demografica
Abitanti censiti

## Curiosità
Airbus effettua diversi test sui propri velivoli all'Aeroporto di Istres.

## Amministrazione

### Gemellaggi
- Radolfzell, dal 1974

## Sport
La squadra di calcio "Istres" ha militato nella serie A francese nel campionato 2004-2005.